# گمینا پووسکینگا
گمینا پووسکینگا (به لهستانی:  Gmina Płoskinia) یک گمینا در لهستان است که در شهرستان برانگوو واقع شده‌است. گمینا پووسکینگا ۱۷۲٫۰۵ کیلومتر مربع مساحت و ۲٬۷۰۷ نفر جمعیت دارد.